# استر گایسلرووا
استر گایسلرووا (چکی: Ester Geislerová؛ زادهٔ ۵ مارس ۱۹۸۴) بازیگر اهل جمهوری چک است. وی خواهر بازیگر چک آنا گایسلرووا است.